# Neogotika
Neogotika je umetnostni arhitekturni slog iz 18., 19., in 20. stoletja.

## Neogotika v Evropi
V Veliki Britaniji se je neogotika prvič pojavila v prvi polovici 18. stoletja in tekom 19.stoletja postala eden izmed vodilnih arhitekturnih slogov.
Na področju kontinentalne Evrope se neogotska gradnja pojavi ob koncu 18. stoljetjain se začne v 30-ih letih 19. stoletja hitro širiti, predvsem v sakralni arhitekturi (katedrala v Linzu), kasneje pa se razvije razširi profana neogotska arhitektura (parlament v Budimpešti).